# A. F.

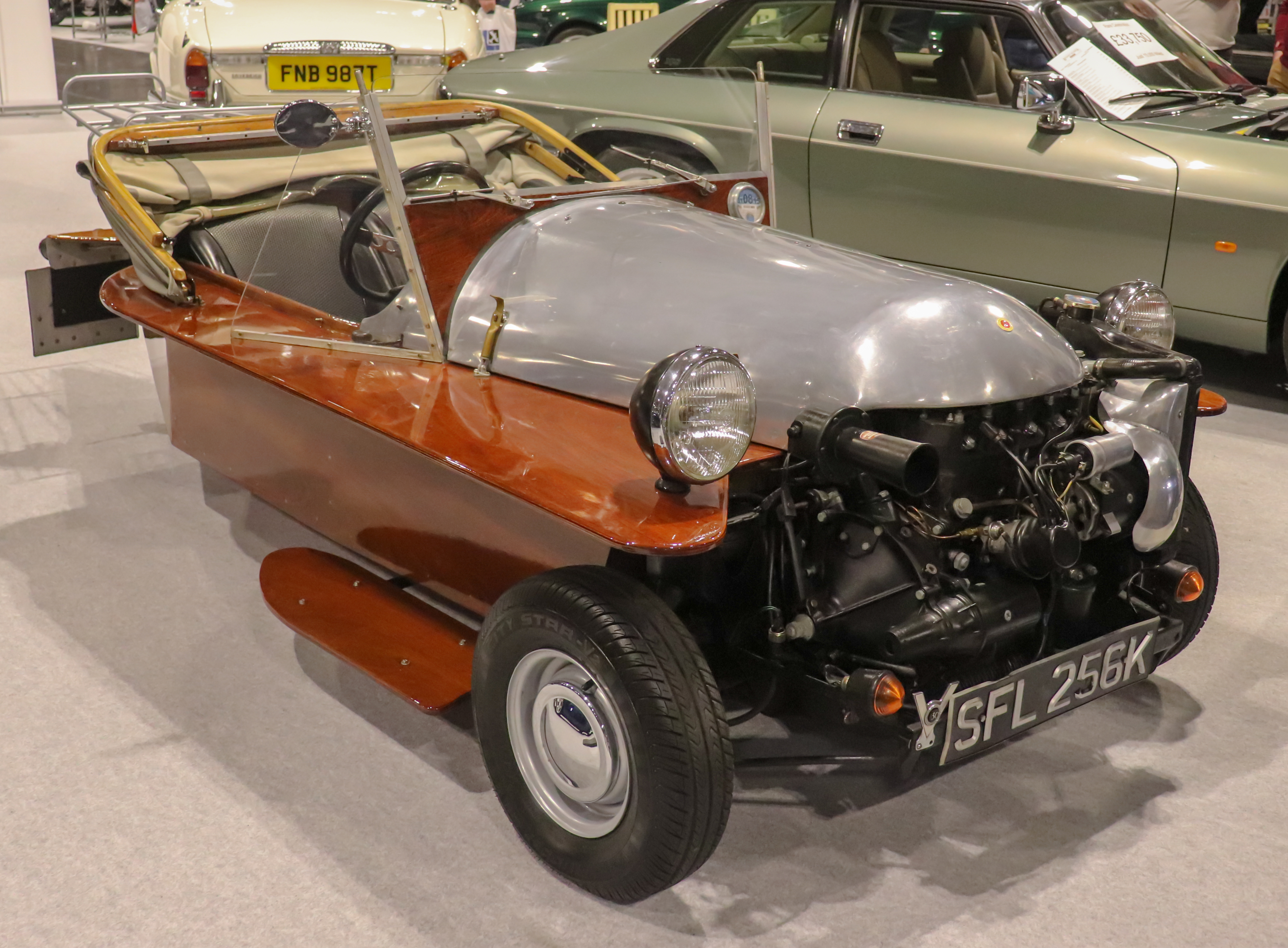
1971 A.F. Spider

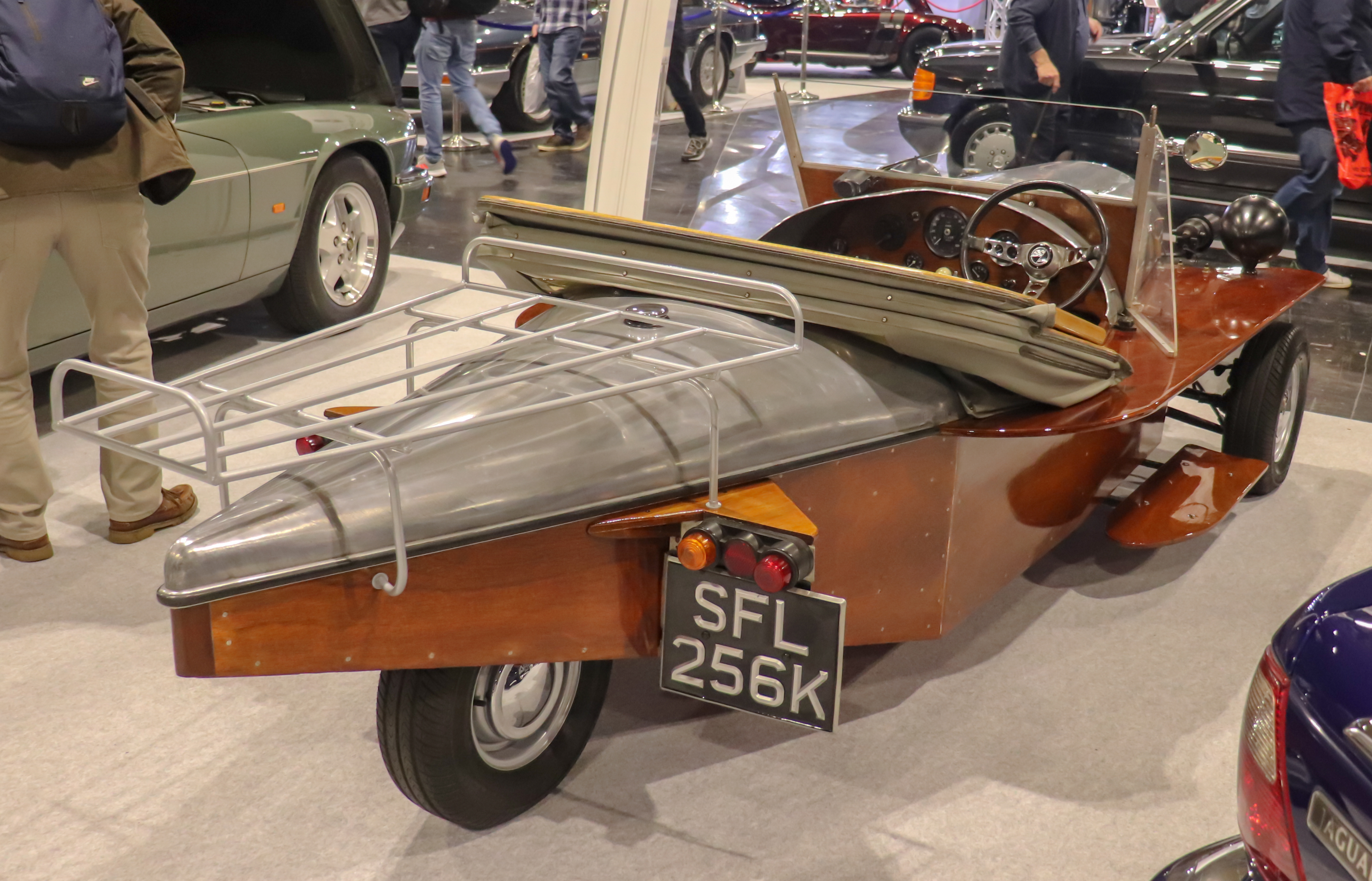
Heckansicht

A. F., zuvor Antique Automobiles Limited und A. T. Fraser Limited, war ein britischer Hersteller von Automobilen.

## Unternehmensgeschichte
Alexander T. Fraser gründete 1971 das Unternehmen Antique Automobiles Limited in Peterborough in der Grafschaft Cambridgeshire. Er entwarf einen Prototyp, der unter der Marke AB 1 vermarktet werden sollte. Allerdings blieb es ein Einzelstück. Später im Jahr zog Fraser nach Sleaford in Lincolnshire und gründete A. T. Fraser Limited. Colin Crabbe unterstützte ihn. Hier begann die Produktion von Automobilen und Kits. Der Markenname lautete AF. 1972 folgte der Umzug nach Marlborough in Wiltshire und die Umfirmierung in A. F. 1980 endete die Produktion. Insgesamt entstanden etwa 14 Exemplare.

## Fahrzeuge
Alle Modelle waren Dreiräder mit hinterem Einzelrad. Der Mini mit seinem vorderen Hilfsrahmen bildete die Basis. Ein Vierzylindermotor vom Mini war vorne im Fahrzeug montiert. Darauf wurde eine offene zweisitzige Karosserie ohne Türen montiert. Die Fahrzeuge ähnelten den Dreirädern der Morgan Motor Company.

### AB 1
Die Karosserie bestand aus Holz und die Kotflügel aus Fiberglas. Die vorderen Kotflügel waren nahezu senkrecht ausgelegt und reichten bis zur Fahrgastzelle. Die vorderen Scheinwerfer waren auf den Kotflügeln montiert. Auffallend waren die abgerundete Motorhaube und die relativ steil stehende Windschutzscheibe.

### AF 1
Dies war nur eine geringfügig weiter entwickelte Version. Ein Fahrzeug trug das britische Kennzeichen WMD 982 M. Hiervon entstanden zwischen 1971 und 1972 etwa neun Exemplare.

### AF Grand Prix
Der Nachfolger des AF 1 hatte kleine vordere Kotflügeln, die mitlenkend ausgelegt waren. Daher war es möglich, an der linken Seite der Motorhaube ein Reserverad anzubringen. Anstelle der relativ steil stehenden Frontscheibe gab es zwei kleine Scheiben. Das Heck war abgerundet. Zwischen 1972 und 1980 entstanden vier Exemplare.

## Nachbildungen klassischer Automobile
Offensichtlich stellte das Unternehmen in der Anfangszeit auch Nachbildungen klassischer Automobile in verkleinerter Form für Kinder her. Das Auktionshaus Bonhams versteigerte am 15. August 2014 für 18.057 Euro die Nachbildung eines Bugatti Type 52 als Rennwagen mit Elektromotor, die auf Baujahr 1969 geschätzt wurde.